# Книшевіче
Книшевіче (пол. Knyszewicze) — село в Польщі, у гміні Шудзялово Сокульського повіту Підляського воєводства.
Населення — 79 осіб (2011).
У 1975-1998 роках село належало до Білостоцького воєводства.

## Демографія
Демографічна структура станом на 31 березня 2011 року:
|          | Загалом | Допрацездатний вік | Працездатний вік | Постпрацездатний вік |
| -------- | ------- | ------------------ | ---------------- | -------------------- |
| Чоловіки | 38      | 2                  | 28               | 8                    |
| Жінки    | 41      | 5                  | 13               | 23                   |
| Разом    | 79      | 7                  | 41               | 31                   |